# 许淑英
许淑英（1934年—），女，满族，原籍辽宁辽阳，生于北平，中国舞蹈演员、民族民间舞蹈研究工作者，曾任中国舞蹈家协会常务理事。